# Joan Enric Vives Sicília
Joan Enric Vives i Sicilia (ur. 24 lipca 1949 w Barcelonie) – hiszpański duchowny katolicki, w latach 2003–2025 biskup Seo de Urgel i zarazem współksiążę episkopalny Andory.

## Życiorys
Wstąpił do seminarium duchownego w Barcelonie. Uzyskał tytuły licencjata na Wydziale Teologicznym Katalonii (teologia) oraz na Uniwersytecie Barcelońskim (filozofia i pedagogika).
Święcenia kapłańskie przyjął 24 września 1974 i został inkardynowany do archidiecezji Barcelony. Był m.in. delegatem biskupim ds. młodzieży, wychowawcą w miejscowym seminarium (1987-1990), sekretarzem Rady Biskupiej (1988-1990), a także wicedziekanem Kościelnego Wydziału Filozoficznego i rektorem seminarium w Barcelonie (1990-1993).
W czerwcu 1993 został mianowany biskupem pomocniczym Barcelony, ze stolicą tytularną Nona; sakrę biskupią przyjął 5 września 1993 z rąk arcybiskupa Barcelony Carlesa Gordo (przyszłego kardynała), współkonsekratorami byli kardynałowie Narciso Jubany Arnau i Antonio María Javierre Ortas.
Od czerwca 2001 był biskupem koadiutorem Urgell, objął diecezję 12 maja 2003, zastępując emerytowanego Joana Martí i Alanisa. Przysługuje mu (w związku ze zwierzchnictwem diecezji Urgell) symboliczna władza zwierzchnia nad Andorą (wspólnie z prezydentem Francji). 19 marca 2010 papież Benedykt XVI nadał mu tytuł arcybiskupa ad personam (nadany osobie, a nie sprawowanej funkcji).
31 maja 2025 papież Leon XIV przyjął jego rezygnację z pełnionego urzędu, złożoną ze względu na wiek.

## Odznaczenia
- Krzyż Wielki Orderu Chrystusa (Portugalia, 2010)[6]
- Wielki Łańcuch Orderu Infanta Henryka (Portugalia, 2024)[6]
- Wielki Oficer Legii Honorowej (Francja, 2025)[7]